# Dicranoweisia antarctica
Dicranoweisia antarctica är en bladmossart som beskrevs av Jean Édouard Gabriel Narcisse Paris 1895. Dicranoweisia antarctica ingår i släktet snurrmossor, och familjen Dicranaceae. Inga underarter finns listade i Catalogue of Life.